# Liga Timbú
La A-División fue hasta el año 2012 la máxima categoría del fútbol profesional en Bután, pero ha sido superada por la recién creada Liga Nacional de Bhután. La A-División es disputada por equipos de la capital Thimphu y alrededores, y sigue existiendo esencialmente como un torneo de clasificación para la Liga Nacional, es organizada por la Federación de Fútbol de Bután.
El club campeón de la Liga Nacional de Bután obtiene la clasificación a la Copa AFC.

## Historia
Los profesores extranjeros introdujeron el fútbol en Bután en la década de los 50. El juego decayó después de un comienzo prometedor y solo empezó a renacer en los años 90 por la acción del monje budista Dzongsar Jamyang Khyentse.

## Equipos 2019

### A-Division

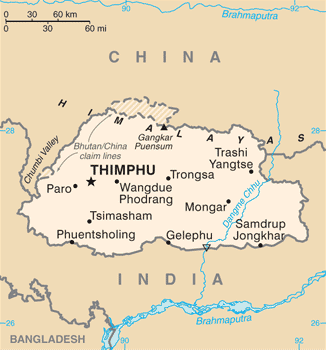
Bután.

- BFF Academy FC
- Druk Star FC
- Druk United FC
- FC Terton
- High Quality United FC
- Thimphu FC
- Thimphu City FC
- Transport United

### B-Division
- Phuensum FC
- Tensung FC
- FC Takin
- YAL FC
- Brother's United FC
- Motithang United FC
- Friend's United FC
- Dzongree FC
- Thimphu Ravens FC

## Palmarés

### A-División
| Temporada | Campeón                | Subcampeón             |
| --------- | ---------------------- | ---------------------- |
| 1986      | Royal Bhutan Army      | Social Service FC      |
| 1987-1995 | Desconocido            | -----                  |
| 1996      | Druk Pol FC            | -----                  |
| 1997      | Druk Pol FC            | -----                  |
| 1998      | Druk Pol FC            | -----                  |
| 1999      | Druk Pol FC            | -----                  |
| 2000      | Druk Pol FC            | -----                  |
| 2001      | Druk Star FC           | Samtse FC              |
| 2002      | Druk Pol FC            | -----                  |
| 2003      | Druk Pol FC            | Dzongree FC            |
| 2004      | Transport United FC    | -----                  |
| 2005      | Transport United FC    | Druk Pol FC            |
| 2006      | Transport United FC    | -----                  |
| 2007      | Transport United FC    | Druk Pol FC            |
| 2008      | Yeedzin FC             | Transport United FC    |
| 2009      | Druk Star FC           | Yeedzin FC             |
| 2010      | Yeedzin FC             | Druk Pol FC            |
| 2011      | Yeedzin FC             | Zimdra FC              |
| 2012      | Druk Pol FC            | Zimdra FC              |
| 2013      | Yeedzin FC             | Thimphu City FC        |
| 2014      | Druk United FC         | Thimphu City FC        |
| 2015      | FC Terton              | Thimphu FC             |
| 2016      | Thimphu City FC        | Druk United FC         |
| 2017      | Transport United FC    | Thimphu City FC        |
| 2018      | Transport United FC    | Thimphu City FC        |
| 2019      | Druk Star FC           | High Quality United FC |
| 2020      | High Quality United FC | Paro United FC         |

#### Títulos por club
| Club                   | Campeón | Años campeón                                   |
| ---------------------- | ------- | ---------------------------------------------- |
| Druk Pol FC            | 8       | 1996, 1997, 1998, 1999, 2000, 2002, 2003, 2012 |
| Transport United FC    | 6       | 2004, 2005, 2006, 2007, 2017, 2018             |
| Yeedzin FC             | 4       | 2008, 2010, 2011, 2013                         |
| Druk Star FC           | 3       | 2001, 2009, 2019                               |
| Royal Bhutan Army FC   | 1       | 1986                                           |
| Druk United FC         | 1       | 2014                                           |
| FC Terton              | 1       | 2015                                           |
| Thimphu City FC        | 1       | 2016                                           |
| High Quality United FC | 1       | 2020                                           |

### Liga Nacional
Toman parte seis equipos, tres clubes representantes de la A-División (Thimphu) y otros tres equipos que representan a otros distritos del país.
| Temporada | Campeón                    | Subcampeón                 |
| --------- | -------------------------- | -------------------------- |
| 2012-13   | Yeedzin FC (Thimphu)       | Druk Pol FC (Thimphu)      |
| 2013      | Ugyen Academy FC (Punakha) | Yeedzin FC (Thimphu)       |
| 2014      | Druk United FC (Thimphu)   | Ugyen Academy FC (Punakha) |
| 2015      | FC Terton                  | Thimphu FC                 |
| 2016      | Thimphu City FC            | Druk United FC             |
| 2017      | Transport United           | Thimphu City FC            |
| 2018      | Transport United           | Paro FC                    |
| 2019      | Paro FC                    | Transport United           |